# Dóka Attila (zenész)
Dóka Attila (Gyál, 1977. március 9. –) magyar dalszerző, gitáros-énekes, programozó-üzletember.

## Élete
Pedagóguscsaládból származik. Születésétől kezdve Gyálon él, dolgozik és alkot. Édesanyja Dókáné Bodor Magdolna tanárnő, édesapja dr. Dóka Péter szintén tanár, majd a MAHIR sajtófigyelő osztályának igazgatója és az Observer Budapest Médiafigyelő Kft. ügyvezetője 2013-ig. Testvére író, Dóka Péter.
1983–1991 között a gyáli Ady Endre Általános Iskola tanulója volt. Nyelvi és zenei adottságaira már ekkor felfigyeltek szaktanárai.
1991-1996 között a pesterzsébeti Kossuth Lajos Kétnyelvű Gimnáziumban végezte középiskolai tanulmányait, majd az ELTE német nyelvtanár szakán diplomázott.
1998 és 2013 között.az Observer Budapest Médiafigyelő Kft.  informatikai igazgatója, majd ügyvezető helyettese. 
A zene és az autó-motorsport párhuzamosan, gyerekkora óta fontos életében. Ezt a kettősséget örökítette meg a 2015-ben forgatott Sebesség című videóklipjében.
2012. december 3-án jelent meg első interjúkötete (melynek társszerzője Juhász Melinda), „A magyar autó- és motorsport hősei 2012-ben” címmel. Ebben 10 magyar versenyző életútját mutatták be. 
2013-tól az Amdala.hu hírportál tulajdonosa, főszerkesztője

### Zenei pályafutása
Gyerekkora óra gitározik és gitáron írja a dalokat, megzenésítéseket is. Nyolcadik osztályosként bátyjával, Péterrel és egy másik testvérpárral megalakították a Meridián együttest. Már ekkor írt zenét és szöveget, játszott több hangszeren.

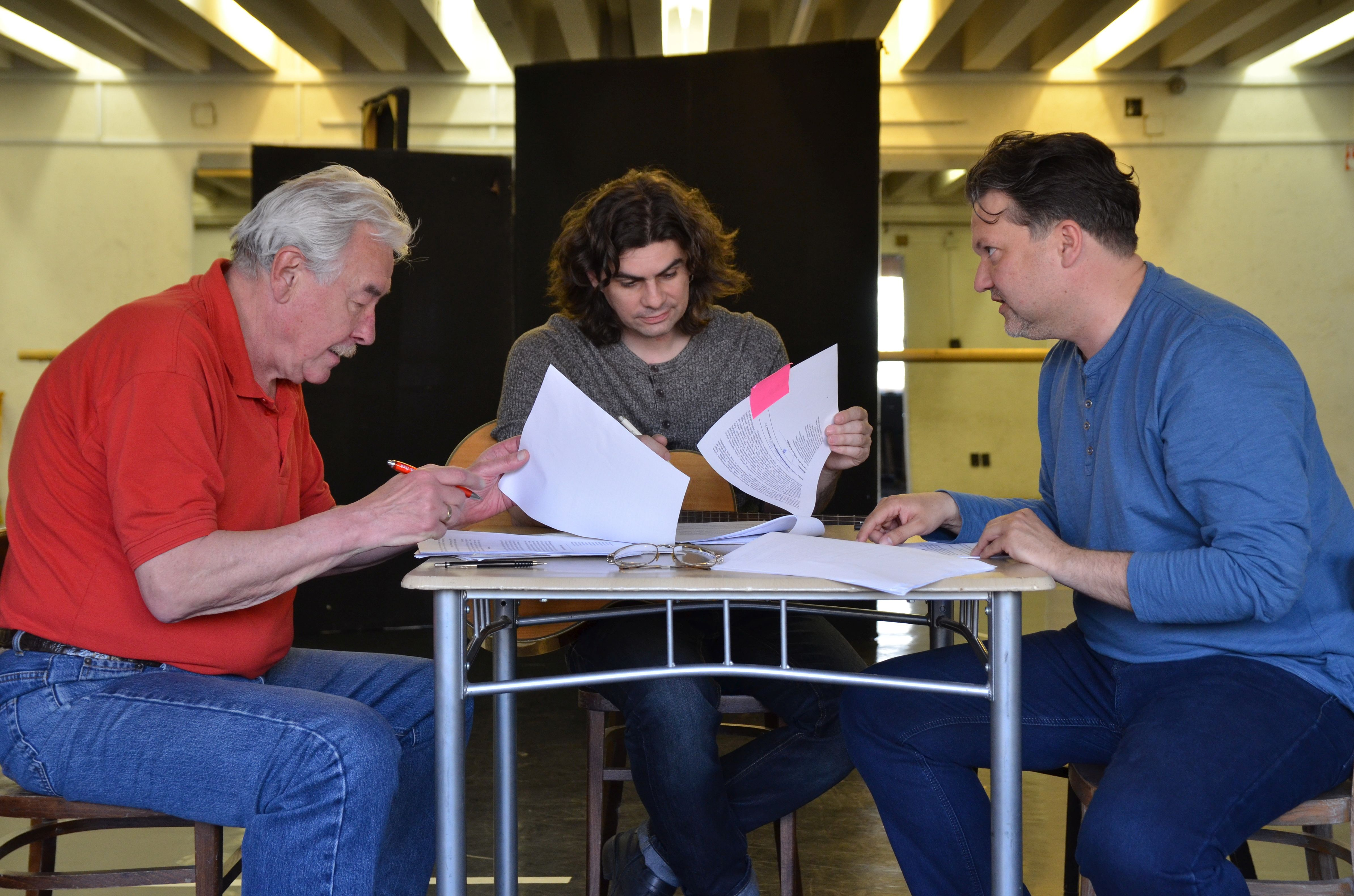
Katona János színésszel és Szabó Zoltán Attila rendezővel 2014-ben, Ottlik-estre készülve

2013-tól – az abban az évben alakult – Újnyugat Irodalmi Körrel, többek között Hirtling István, Gáti Oszkár, Kautzky Armand és Csuja Imre társaságában lépett már színpadra, 2014-től kezdve pedig a József Attila Színház irodalmi stúdiójában a Legendák nyomában-estek állandó résztvevője. Ennek keretében olyan művészekkel szerepelhetett együtt, mint Nemcsák Károly, Ujréti László, Katona Tamás, Zöld Csaba, Tóth Enikő, Fehér Anna, vagy Dúzsi Tamás.
A 2015. április 22-én, a Föld napján, illetve a szeptember 19-én, a Színházak Éjszakáján megjelent első és második Hangzó Nyugat című CD-ken négy-négy megzenésített műve is hallható.
2015-ben megjelent Versmegzenésítések I. című nagylemeze, amelyen tizenkét általa megzenésített kortárs és nyugatos költő versét énekelte fel. 
2015-ben énektanára Vincze Lilla EMeRTon-díjas magyar énekesnő, szövegíró, a Napoleon Boulevard énekese. 2015-2017 között Dóka Attila hat dalt írt az énekesnőnek: 3 perc (2015), Elkésett jelek (2016),Jobb egyedül (2016), Szorítod a kezem (2016),Újra a Földön(2016), Véded a szemeidet (2016) és négy közös videoklipet forgattak. Rendező: Juhász Melinda
2016-ban Hangzó Nyugat harmadik CD-n szintén négy versmegzenésítése kapott helyet. 
2017-ben a József Attila Vers-dal fesztivál  különdíjasa
2018-tól a Bethlen Téri Színházban zenés színházi esteket szervez ép és fogyatékossággal élő művészekkel.
2018-ban DAA-Dóka Attila Akusztik néven megjelentette első önálló nagylemezét Rejtsd el szíved! címmel. Közreműködött bátyja Dóka Péter (cajon), Kovács Sára Dizna (fuvola, vokál), Kertész Endre (cselló). 
2019-ben a József Attila Vers-dal fesztivál különdíjasa
2019-től énektanára Oláh Sándor
2019. május 24-én, zenész színházi estet tervezett a Bethlen Téri Színházban Dóka Attila – Játék a tűzben  címmel. Közreműködött: Sipos Imre magyar színész, rendező, Dóka Péter (cajon), Kovács Sára Dizna (fuvola, vokál). Rendezte: Juhász Melinda. 
2019. november 15-én Dóka Attila és a Mozdulj! Közhasznú Egyesület Dóka Attila: Mozdulj!  címmel egy olyan integrált színházi produkciót mutatott be a Bethlen Téri Színházban, amelyben a szervezet fogyatékossággal élő művészei is reflektorfénybe kerültek, a darab során kibontakozó történetet tánccal, versekkel, és közös zenéléssel árnyalták. Az este során felcsendültek a legjobb Dóka Attila–dalok, és kiderült az is, hogyan lépett be a dalait fáradhatatlanul író szerző egy olyan világba, amely eddig rejtve maradt a szemei elől.
2020-tól a FIX Televízió KorTársak című műsorát vezeti. 

## Válogatás a megzenésített versekből
Nyugatos és kortárs versek
- Ady Endre: Budapest éjszakája szól (2013)
- Ady Endre: Várnak reánk délen (2014)
- Arany János: Vigasztaló (2015)
- Babits Mihály: Őszi pincézés (2015)
- Barabás Szilvia: Éjszakai vendég (2015)
- Bozók Ferenc: Kísértetek (2015)
- Csikai Gábor: Maraton (2017)
- Csikai Gábor: Tisztul az óceán (2018)
- Csokonai Vitéz Mihály: A reményhez (2016)
- Daróczi József: A DAL (2014)
- Gáti István: A Ház (2016)
- Devecseri Gábor: Egy budai réten (2016)
- Devecseri Gábor: Könnyű dal (2017)
- Devecseri Gábor: Mélység (2014)
- József Attila: Tiszta szívvel (2013)
- Karinthy Frigyes: Ősz (2015)
- Márai Sándor: Hol vagyok? (2014)
- Petőcz András: Az idő és a költő (2019)
- Petőcz András: Dodó királylány haragszik (2016)
- Petőcz András: Hold és a napsugár (2016)
- Petőcz András: Megölelt az Isten (2013)
- Petőcz András: Vihar (2016)
- Petőfi Sándor: Füstbe ment terv (2015)
- Petőfi Sándor: Mi nagyobb a nagy Szentgellérthegynél? (2014)
- Radnóti Miklós: Két karodban (2019)
- Schwalm Zoltán: Újrahasznosított bordal (2014)
- Schwalm Zoltán: Valahol Valaki (2015)
- Tóth Árpád: Hej Debrecen (2013)
- Weöres Sándor: Románc (2015)

## Saját zenéi
Válogatás Dóka Attila által írt dalszövegek és zenékből: 
- 3 perc (2015)
- Elbújtál (2018)
- Esténként átlebegek (2017)
- Hagyj el angyal (2016)
- Hol van az az ország? (2015) [16]
- Hova indultál? (2015) [17]
- Idegen lelkek (2016) [18]
- Jobb egyedül (2016) [19]
- Két üres halmaz metszéspontja (2016) [20]
- Kialszik a csillagom (2017)
- Kiáltsd az égbe (2015)
- Közel vagy hozzám (2015)[2] [21]
- Lassan készülsz el (2014) [22]
- Mérget kevertem (2000)
- Miért (2018)
- Miért rejtőzöl (2016)
- Mint egy gép (2017)
- Mint egy árnyék (2017)
- Mondd, ki vagy? (2019)
- Nagymamád (1992)
- Ne hidd azt (2018)
- Nélküled azt hinném (2017) [23]
- Nem várok rád (1998)
- Őrzöm az emlékedet (2017)
- Panelek titka (2016) [24]
- Rejtsd el szíved! (2016) [25]
- Rekviem (2018) [26]
- Sebesség (2015)
- Siratod magadat (2019)
- Slágerek (2001)
- Summer night live (2016) [27]
- Szorítod a kezem (2016) [28]
- Sztár vagy (2013)[5]
- Újra a Földön (2016) [29]
- Valami véget ért (1999)
- Véded a szemeidet (2016)
- Véget ért már akkor (2018)
- Viharvadász (2016)
- Zuhanás közben (2018)

## Hangos könyvekhez írt zenéi
A Móra Kiadó gondozásában:
- Arany László: Szép magyar népmesék (2010)
- Bálint Ágnes: Frakk a macskák réme (2010)
- Bálint Ágnes: Az elvarázsolt királykisasszony (2015)
- Bálint Ágnes: Mi újság a Futrinka utcában? (2011)
- Benedek Elek: Világszép Nádszál kisasszony (2011)
- Békés Pál: A kétbalkezes varázsló (2016)
- Cseh Katalin: Világtalan világosság (2010)
- Erich Kästner: A repülő osztály (2010)
- Erich Kästner: Május 35 (2011)
- Fekete István: A koppányi aga testamentuma (2009)
- Fekete István: Téli berek (2010)
- Fekete István: Tüskevár (2009)
- Molnár Ferenc: A Pál utcai fiúk (2020)
- Móra Ferenc: Kincskereső kisködmön (2010)
- Nemes Nagy Ágnes: Bors néni könyve (2016)
- Szép Ernő: Mátyás király tréfái (2011)
- Szepes Mária: Pöttyös Panni (2008)

## Hanghordozón
- Hangzó Nyugat Plusz 1. (Nyugat Plusz folyóirat, Major Records Kiadó, 2015)[m 1][31]
- Hangzó Nyugat Plusz 2. (Nyugat Plusz folyóirat, Major Records Kiadó, 2015)[32]
- Dóka Attila: Versmegzenésítések I. (Major Records Kiadó, 2015)
- Hangzó Nyugat Plusz 3. (Nyugat Plusz folyóirat, Major Records Kiadó, 2016)
- Dóka Attila Akusztik (DAA) – Rejtsd el szíved! (Major Records Kiadó, 2018)

## Díjai
- Iposz kitüntető oklevele (az AMDALA internetes hírportál szerkesztősége példaértékű együttműködéséért, az IPOSZ események képi megjelenítéséért; Juhász Melindával közösen, 2015)[33]
- 2018 IPOSZ Országos Elnökségének külön Elismerő Oklevele
- 2019 IPOSZ DÍJ